# Tim Wieskötter
Tim Wieskötter (12 mars 1979 à Emsdetten) est un kayakiste allemand pratiquant la course en ligne.